# Reanimated
Reanimated – trzeci minialbum brytyjskiego producenta muzycznego Zomboya, wydany 9 września 2013 roku. Album został podzielony na dwie części, każda zawierająca po dwa utwory - Reanimated Pt. I (wydany przez Never Say Die Records) i Reanimated Pt. II (wydany przez No Tomorrow Recordings). Album w takiej podzielonej postaci dostępny jest na Beatport, a w całości na iTunes.

## Lista utworów
Reanimated Pt. I
1. Terror Squad - 4:17
2. Braindead - 4:11

Reanimated Pt. II
1. Raptor - 4:52
2. Bad Intentions - 4:52